# Ostrosnitz

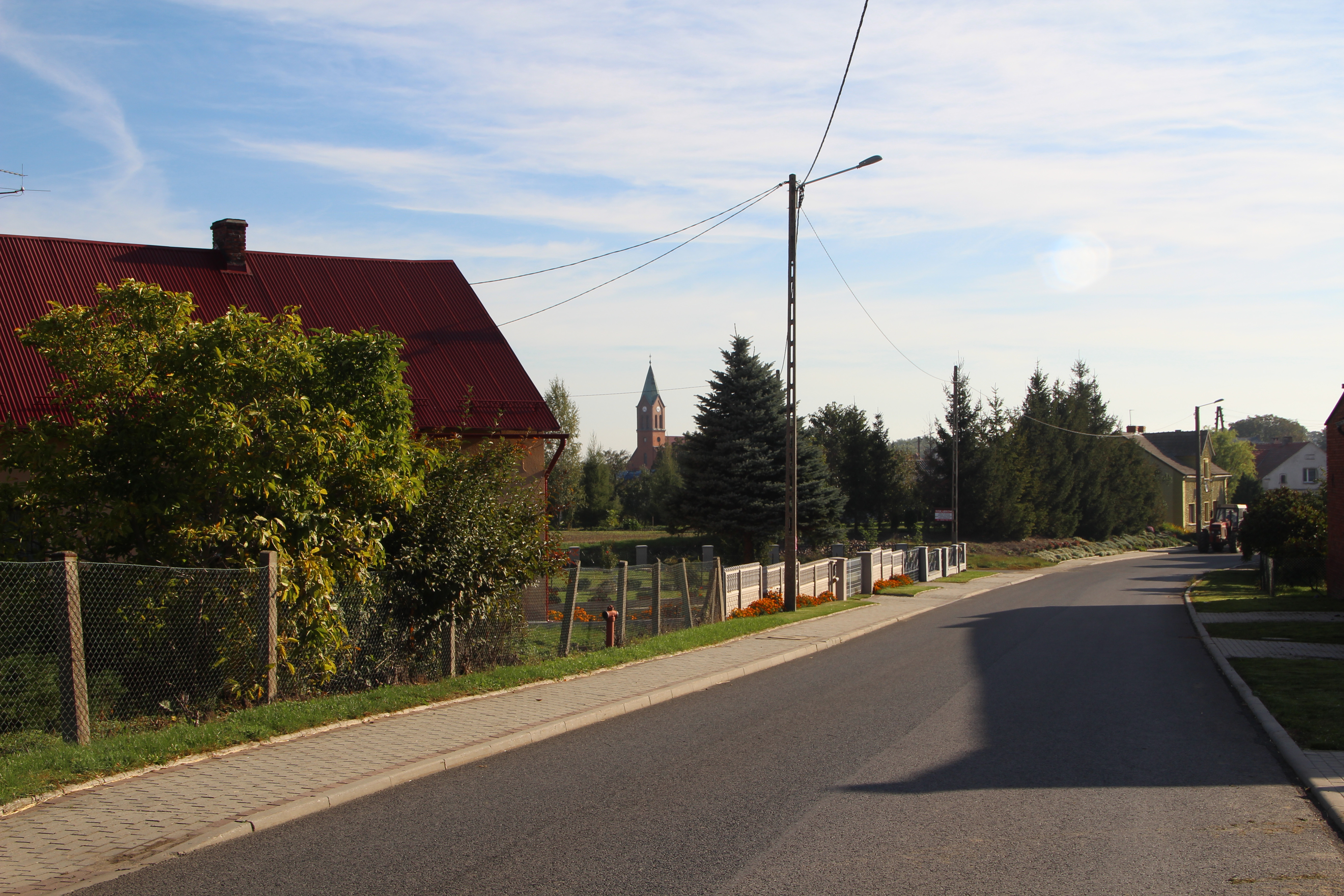
Ortsansicht

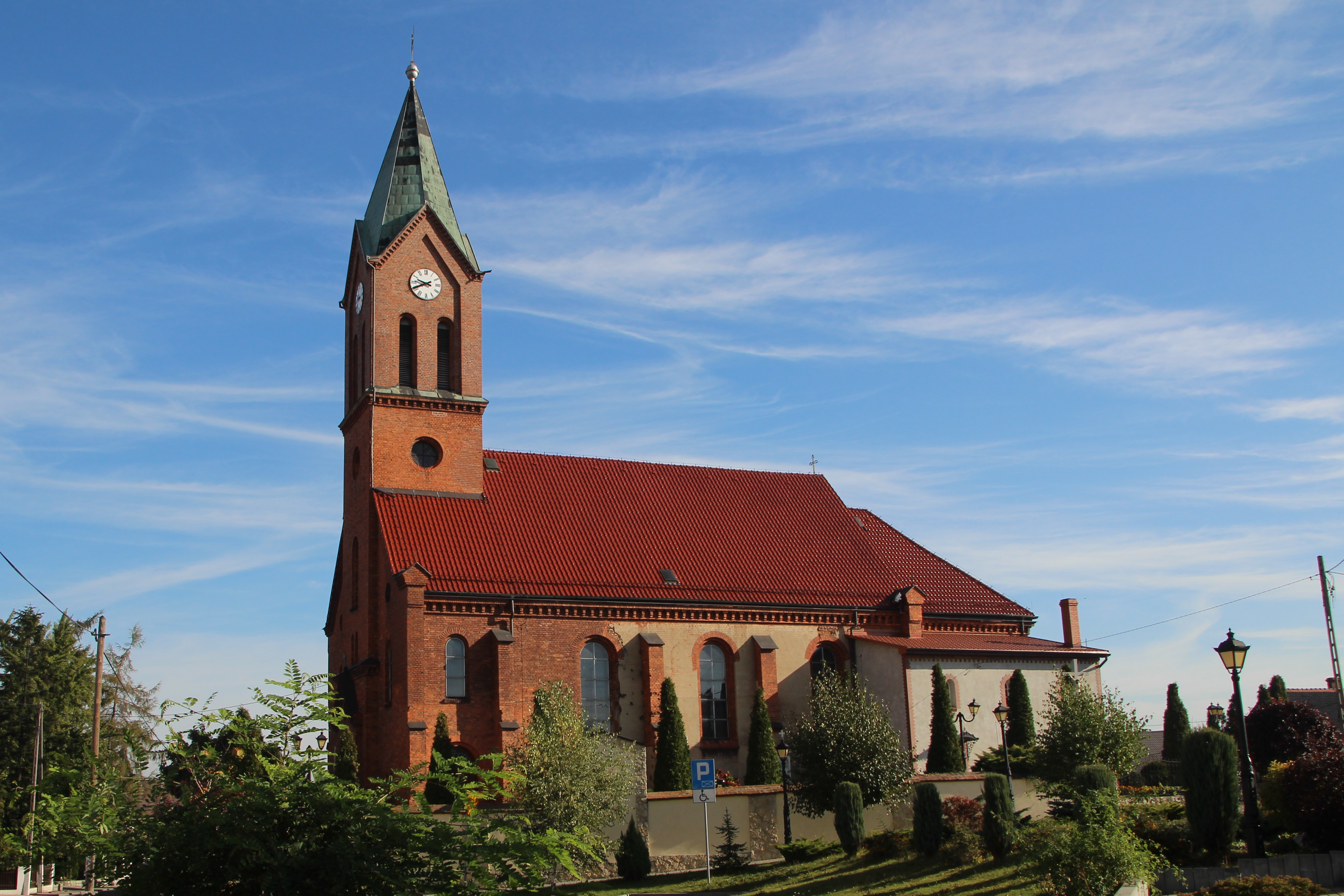
Die Heilig-Geist-Kirche

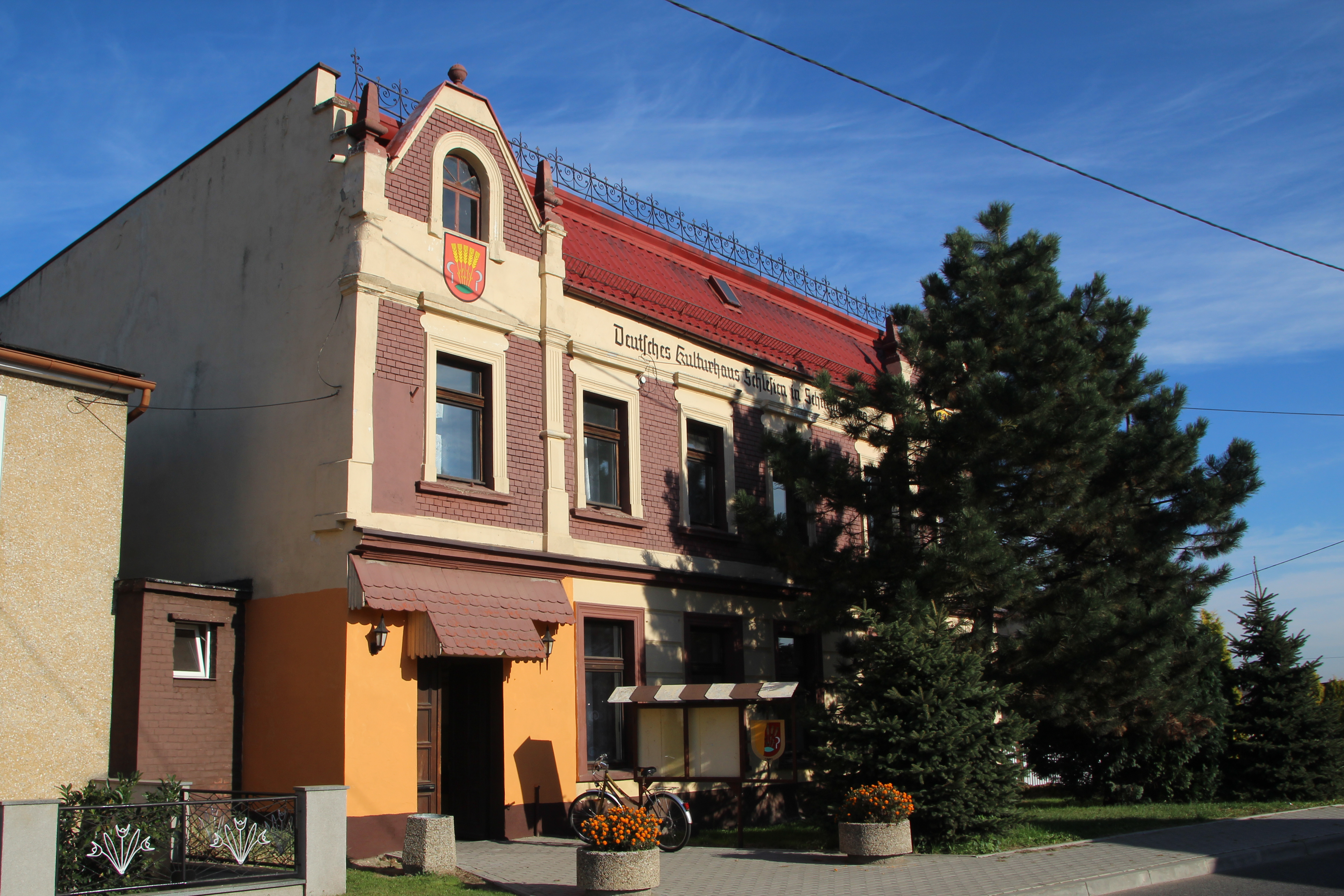
Das deutsche Kulturhaus

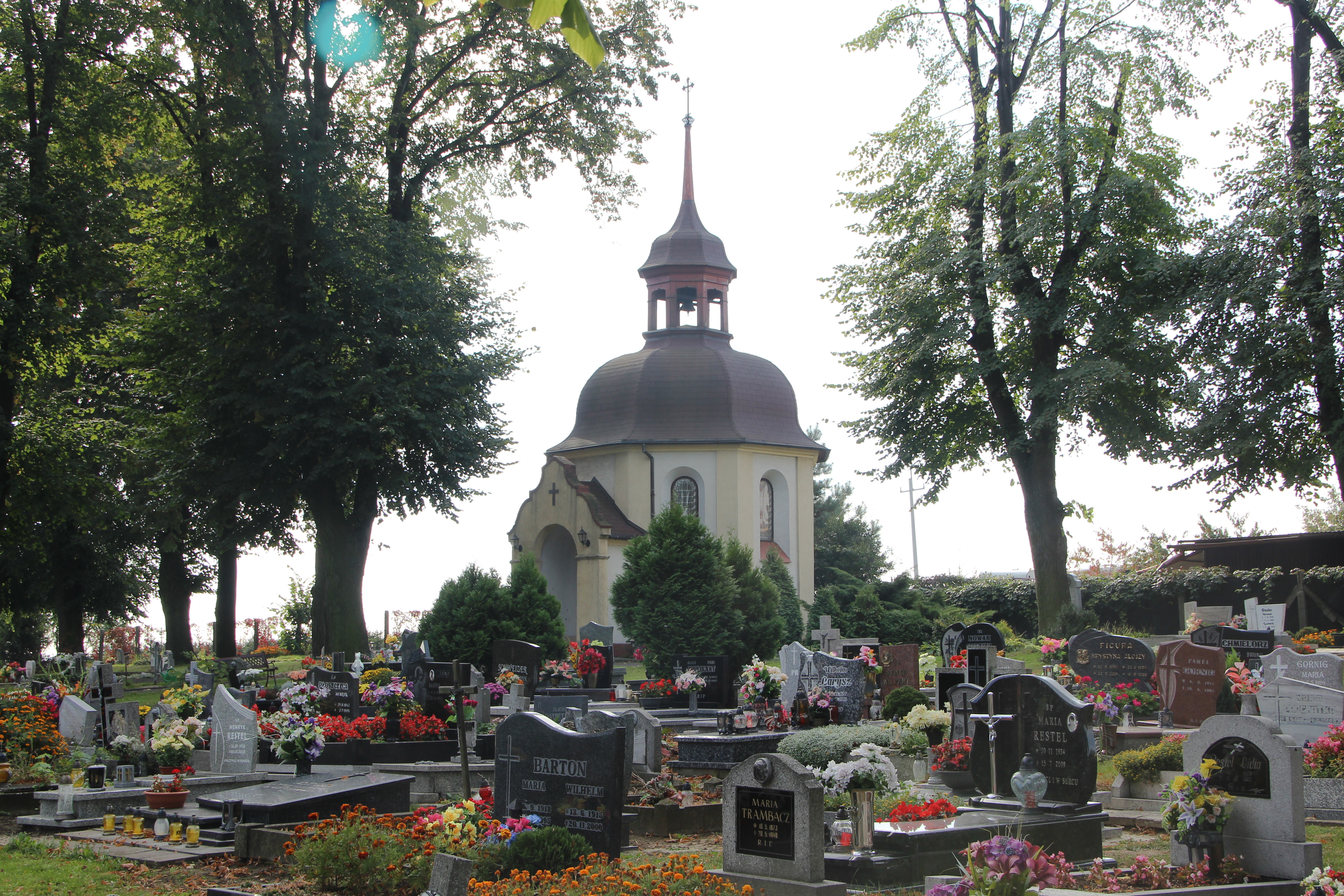
Friedhof mit Kapelle

Ostrosnitz, polnisch Ostrożnica ist ein Ort in der Landgemeinde Pawlowitzke im Powiat Kędzierzyńsko-Kozielski der Woiwodschaft Opole in Polen.

## Geografie
Ostrosnitz liegt rund drei Kilometer östlich von Pawłowiczki (Pawlowitzke), 15 Kilometer südwestlich von Kędzierzyn-Koźle (Kandrzin-Cosel) und 49 Kilometer südlich von Opole (Oppeln).

## Geschichte
Der Ort entstand spätestens im 13. Jahrhundert und wurde 1281 erstmals urkundlich erwähnt.
Der Ort wurde 1783 im Buch Beyträge zur Beschreibung von Schlesien als Ostrosni(t)z und Ostroschni(t)z erwähnt, gehörte zur Herrschaft Polnisch Neukirch und lag im Landkreis Cosel und hatte 369 Einwohner, eine katholische Kirche, eine Schule, ein Vorwerk, eine Mühle, 34 Bauern, 20 Gärtner und 20 Häusler. 1865 bestand die Gemarkung Ostrosnitz aus einem Rittergut und einem Dorf. Zu diesem Zeitpunkt hatte das Dorf 40 Bauernhöfe, 20 Gärtnerstellen und 100 Häuslerstellen, sowie eine Wassermühle, zwei Bockwindmühlen und einen Kretscham.
Bei der Volksabstimmung in Oberschlesien am 20. März 1921 stimmten 767 Wahlberechtigte für einen Verbleib Oberschlesiens bei Deutschland und 195 für eine Zugehörigkeit zu Polen. Auf Gut Ostrosnitz stimmten 114 für Deutschland und keiner für Polen. Ostrosnitz verblieb nach der Teilung Oberschlesiens beim Deutschen Reich. Am 16. Mai 1936 wurde der Ort im Zuge einer Welle von Ortsumbenennungen der NS-Zeit in Schneidenburg umbenannt. Bis 1945 befand sich der Ort im Landkreis Cosel.
1945 kam der bis dahin deutsche Ort unter polnische Verwaltung und wurde anschließend der Woiwodschaft Schlesien angeschlossen und ins polnische Ostrożnica umbenannt. Der Landkreis Cosel wurde in Powiat Kozielski umbenannt. 1950 kam der Ort zur Woiwodschaft Oppeln. 1975 wurde der Powiat Kozielski aufgelöst. 1999 kam der Ort zum neugegründeten Powiat Kędzierzyńsko-Kozielski. Am 30. September 2014 erhielt der Ort zusätzlich den amtlichen deutschen Ortsnamen Ostrosnitz.

## Sehenswürdigkeiten
- Katholische Heilig-Geist-Kirche
- Deutsches Kulturhaus
- Kapellen
- Wegkreuze

## Persönlichkeiten
- Karl-Alexander Hellfaier (1918–1987), deutscher Historiker und Bibliothekar